# هزار تو ۲
هزار تو ۲ (به انگلیسی: Bhool Bhulaiyaa 2) فیلمی هندی محصول سال ۲۰۲۲ و به کارگردانی آنیس بازمی است. در این فیلم بازیگرانی همچون تابو، کارتیک آریان، کیارا ادوانی، راجپال یاداو و آشوینی کالسکار ایفای نقش کرده‌اند.
این فیلم دنباله فیلم هزارتو 1 است.